# Carmen Stoianov

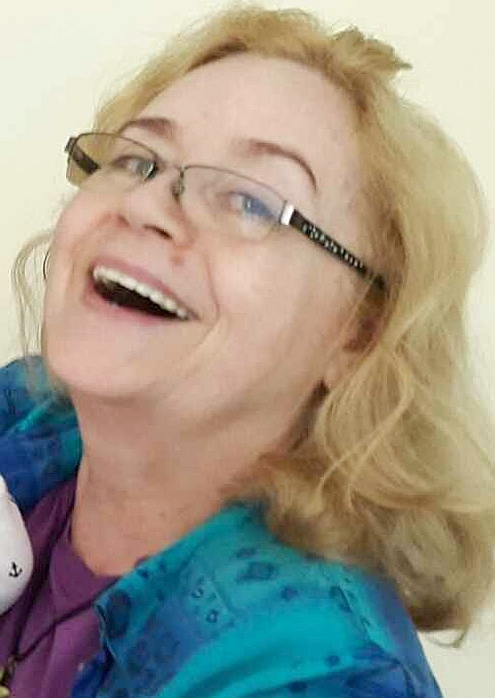
Carmen Stoianov, 2022

Carmen Stoianov (* 2. Februar 1950 in Bukarest) ist eine rumänische Musikwissenschaftlerin und Prodekan der Musik-Fakultät an der privaten Universität Spiru Haret in Bukarest.

## Leben
Stoianov studierte 1965 bis 1969 am Musiklyzeum von Bukarest bei Florino Delatolla und nahm daneben Gesangsunterricht bei Lucia Anghel und Cecilia Dumitriu Mizrahi. Bis 1973 studierte sie am Konservatorium Ciprian Porumbescu Musikwissenschaft. Ihre Lehrer waren u. a. Ovidiu Varga (Musikwissenschaft), Grigore Constantinescu (Musikkritik), Dumitru Bughici (Komposition), Constantin Bugeanu und D. D. Stancu (Chor- und Orchesterleitung), Gheorghe Ciobanu und Sebastian Barbu-Bucur (byzantinische Musik), Aurel Stroe (Instrumentation und Orchestration), Liviu Comes (Kontrapunkt), Florin Eftimescu (Harmonielehre), Grete Gabriel Ionescu (Klavier), Emilia Comișel (Volksmusik) und Octavian Lazar Cosma (rumänische Musikgeschichte). 1998 promovierte sie an der Nationalen Musikuniversität Bukarest mit der Arbeit Repere în neoclasicismul muzical românesc (Meilensteine im Neoklassizismus der rumänischen Musik).
Von 1972 bis 1990 unterrichtete Stoianov Klavier an der Școala de Muzică și Arte Plastice nr. 2, danach war sie bis 2000 Lektorin an der Nationalen Musikuniversität Bukarest. Seit 2000 ist sie Dekanin der Musikfakultät der Universität Spiru Haret. Daneben war Stoianiv Gründungsmitglied der Stiftung Melos und der Jeunesses Musicales International Rumänien und ist Mitglied der Union der Komponisten und Musikwissenschaftler Rumäniens, der Asociația Română a Femeilor în Arta (ARFA) und der rumänischen Sektion der International Society for Contemporary Music (ISCM).
Neben zahlreichen Artikeln, Musikkritiken, Rezensionen und musikwissenschaftlichen Beiträgen arbeitet sie als Herausgeberin und verfasste zwei Monographien: Ion Scărlătescu. Un nume la început de secol (Bukarest, 1976) und George Stephănescu (Bukarest 1980).
Stoianov ist mit dem rumänischen Komponisten und Musikwissenschaftler Petru Stoianov verheiratet.